# Franz Himmerich
Franz Himmerich (* 30. Juni 1849 in Herschbach im Westerwaldkreis; † 22. September 1934 ebenda) war ein deutscher Politiker und Mitglied des Provinziallandtages der Provinz Hessen-Nassau.

## Leben
Franz Himmerich war ein Sohn des Bürgermeisters Bernhard Himmerich (1810–1872) und dessen Ehefrau Juliane Anna Götz (1810–1893).
In seinem Heimatort leitete er die landwirtschaftliche Kreditgenossenschaft und handelte mit Dünge- und Futtermitteln.
Am 21. Mai 1876 erhielt er von der Bezirksregierung Wiesbaden die Genehmigung zur Übernahme einer Agentur zur Vermittlung des Transports von Auswanderern über Bremen nach Amerika und auch Australien für Rechnung des Generalagenten Carl Vogelsang zu Minden unter der Bedingung des jederzeitigen Widerrufs.
In den Jahren von 1896 bis 1918 hatte er als Vertreter des Unterwesterwaldkreises ein Mandat für den Nassauischen Kommunallandtag des preußischen Regierungsbezirks Wiesbaden und den Provinziallandtag der Provinz Hessen-Nassau. Er war dort Mitglied des Rechnungsprüfungs- und Bauausschusses und von 1896 bis 1898 für Jakob Flügel in den Parlamenten.
Sein Bruder Johann war Bürgermeister und von 1875 bis 1879 Mitglied des Provinziallandtages und des Nassauischen Kommunallandtages.